# Echoverleihung 1996
Der 5. Echo wurde am 23. Februar 1996 in Hamburg im Congress Center Hamburg vergeben. Neue dabei waren die Kategorien Comedy und der internationale Nachwuchspreis, der vom Musiksender MTV ausgezeichnet wurde.

## Nationaler Newcomer des Jahres
Fettes Brot
- E-Rotic
- La Bouche
- Sabrina Setlur
- Such a Surge

## Internationaler Newcomer des Jahres
Alanis Morissette – Jagged Little Pill

## Musikvideo des Jahres national
Die Fantastischen Vier – Sie ist weg

## Medienmann des Jahres
Jörg Gülden und Bernd Gockel vom Rolling Stone Magazin

## Handelspartner des Jahres
Prinz

## Marketingleistung des Jahres
Sony Music für Selig

## Produzentin des Jahres
Annette Humpe

## Erfolgreichster nationaler Künstler im Ausland
Real McCoy – Another Night

## Comedy Produktion des Jahres
Die Doofen
- Jürgen von der Lippe
- Rüdiger Hoffmann
- Willy Astor

## Jazz Produktion des Jahres
Jazzkantine

## Volksmusik/Schlager Gruppe des Jahres
Kastelruther Spatzen
- Brunner & Brunner
- Die Flippers
- Die Paldauer
- Zillertaler Schürzenjäger

## Volksmusik/Schlager Künstler des Jahres
Howard Carpendale
- Andy Borg
- Rolf Zuckowski
- Tom Astor
- Wolfgang Petry

## Volksmusik/Schlager Künstlerin des Jahres
Angelika Milster
- Claudia Jung
- Nicki
- Stefanie Hertel
- Veronika Fischer

## Dance Act des Jahres national
La Bouche – Be My Lover
- Das Modul
- Dune
- Mark ’Oh
- Sin with Sebastian

## Gruppe des Jahres international
The Kelly Family
- Bon Jovi
- Rednex
- Take That
- The Cranberries

## Gruppe des Jahres national
Pur
- Die Ärzte
- Die Prinzen
- Die Fantastischen Vier
- Fury in the Slaughterhouse

## Künstler des Jahres international
Vangelis
- Bruce Springsteen
- Elton John
- Michael Jackson
- Sting

## Künstler des Jahres national
Mark ’Oh
- Herbert Grönemeyer
- Udo Lindenberg
- Wolfgang Niedecken
- Stefan Waggershausen

## Künstlerin des Jahres international
Madonna
- Annie Lennox
- Björk
- Janet Jackson
- Mariah Carey

## Künstlerin des Jahres national
Sabrina Setlur
- Doro Pesch
- Jennifer Rush
- Nena
- Sandra

## Erfolgreichster nationaler Song des Jahres
Scatman John – Scatman
- Die Ärzte – Ein Song namens Schunder
- Die Fantastischen Vier – Sie ist weg
- Die Prinzen – (Du musst ein) Schwein sein
- Pur – Abenteuerland

## Lebenswerk
Klaus Doldinger